# Poggio Rattieri
Poggio Rattieri è una frazione del comune di Torricella Sicura in provincia di Teramo, in un'area di media montagna, in una zona a picco su quella che viene chiamata la Valle dell'Inferno.
Il borgo è pressoché disabitato.
Il villaggio del Poggio tra il secolo XIII e XIV fu dominato dalla Famiglia Rattieri, dalla quale deriva il nome del paese. Negli antichi documenti il paese viene citato anche con altri nomi quali: Poggio Rattiero, Poggiorattiero, Poio Rattire, Pozo Rotari.